# Nová Huť (Nemanice)
Nová Huť (německy Friedrichshütten) je malá vesnice, část obce Nemanice v okrese Domažlice v Plzeňském kraji. Nachází se asi jeden kilometr východně od Nemanic. Je zde evidováno 18 adres. V roce 2011 zde trvale žilo 27 obyvatel.
Nová Huť leží v katastrálním území Nemanice o výměře 8,31 km².

## Historie
První písemná zmínka o vesnici pochází z roku 1644.

## Obyvatelstvo
Při sčítání lidu v roce 1921 zde žilo 131 obyvatel, z toho devět Čechoslováků, čtyři cizozemci a 118 obyvatel německé národnosti. Až na jednoho evangelíka se všichni obyvatelé se hlásili k římskokatolické církvi.
| Rok            | 1869 | 1880 | 1890 | 1900 | 1910 | 1921 | 1930 | 1950 | 1961 | 1970 | 1980 | 1991 | 2001 | 2011 | 2021 |
| -------------- | ---- | ---- | ---- | ---- | ---- | ---- | ---- | ---- | ---- | ---- | ---- | ---- | ---- | ---- | ---- |
| Počet obyvatel | 115  | 142  | 135  | 128  | 135  | 131  | 106  | 24   | 35   | 42   | 35   | 32   | 33   | 27   | 22   |
| Počet domů     | 12   | 12   | 13   | 13   | 12   | 12   | 16   | 12   | –    | 10   | 11   | 14   | 13   | 14   | 13   |

## Další fotografie

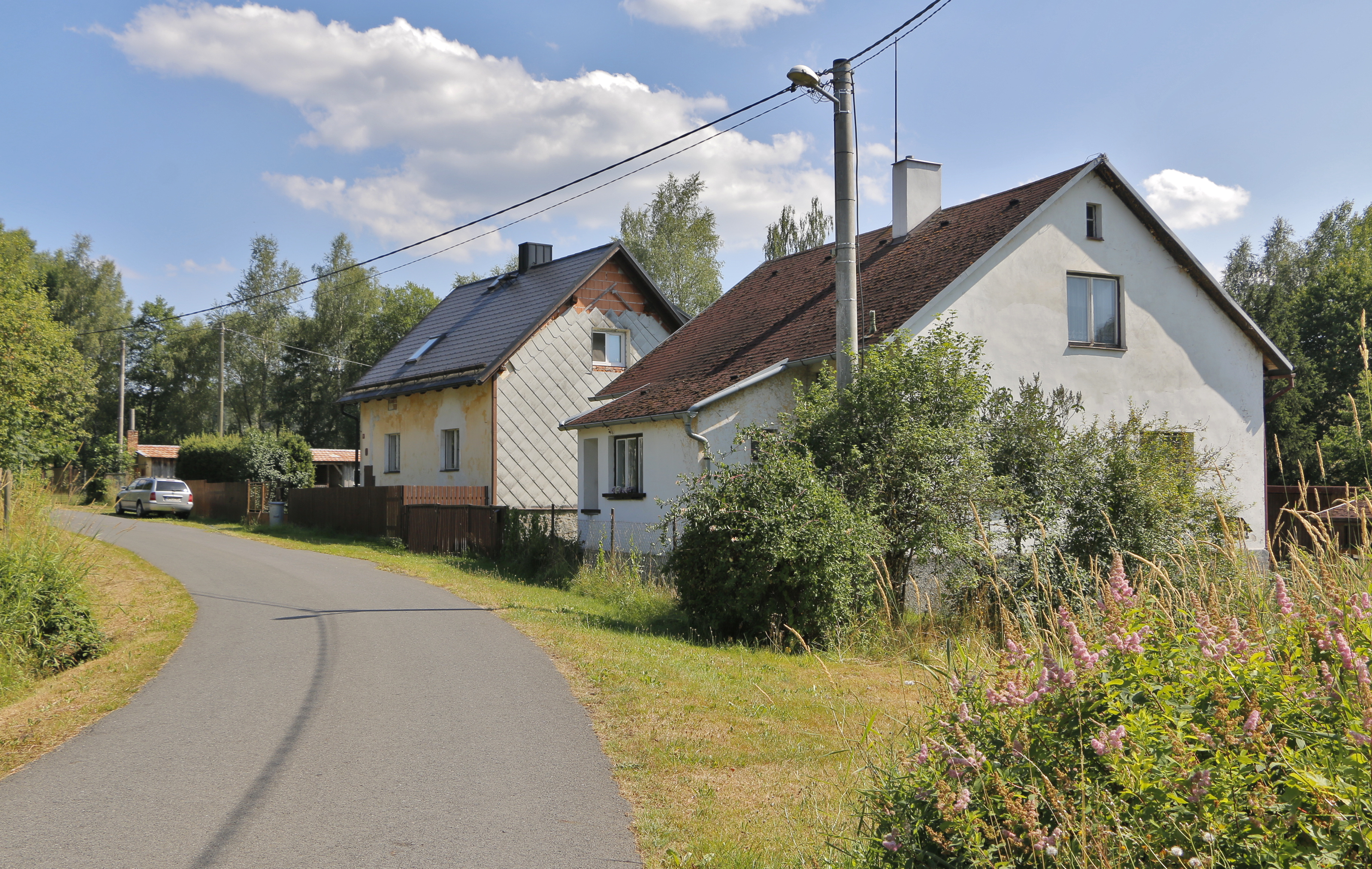
Jižní část vesnice
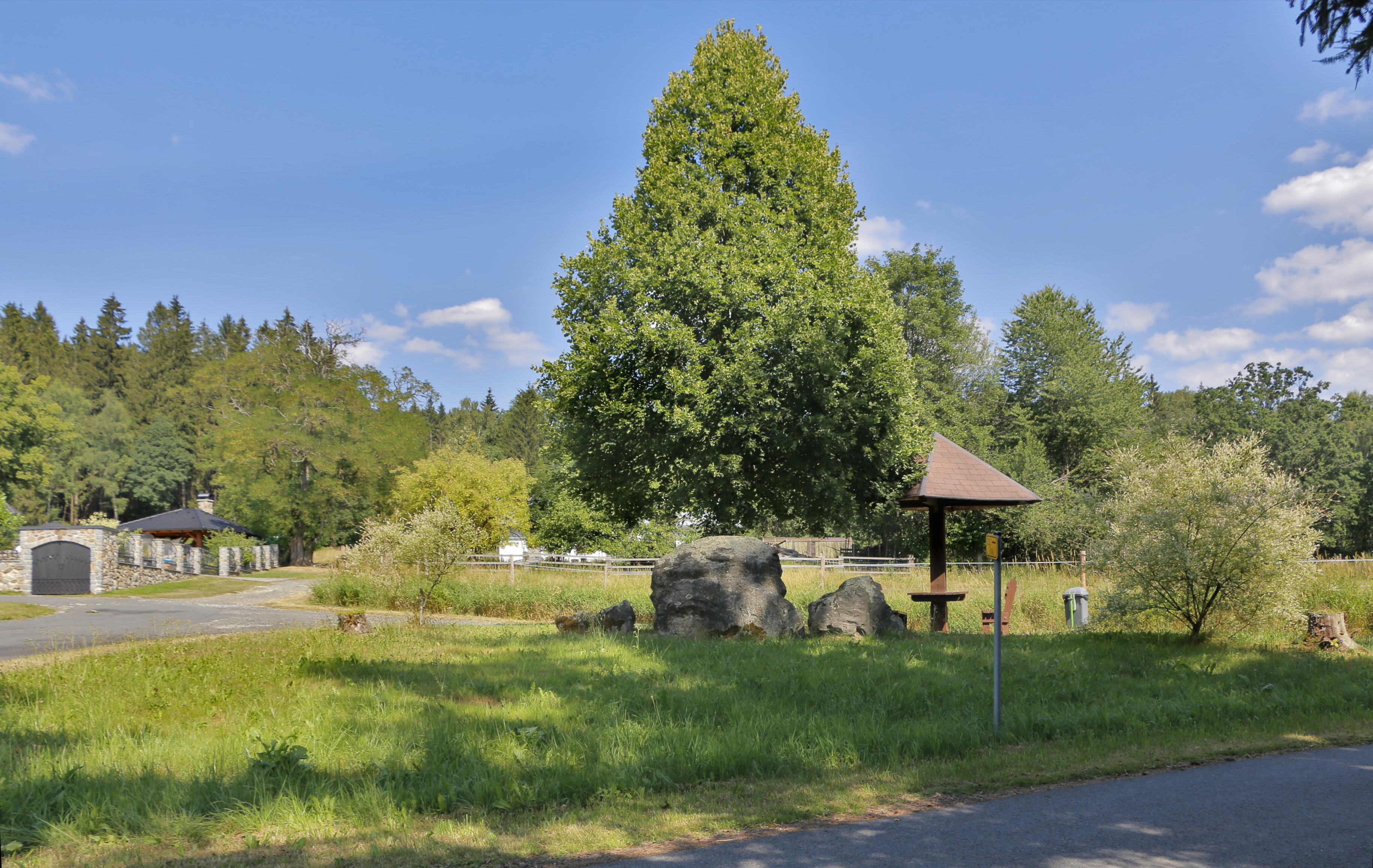
Malá náves
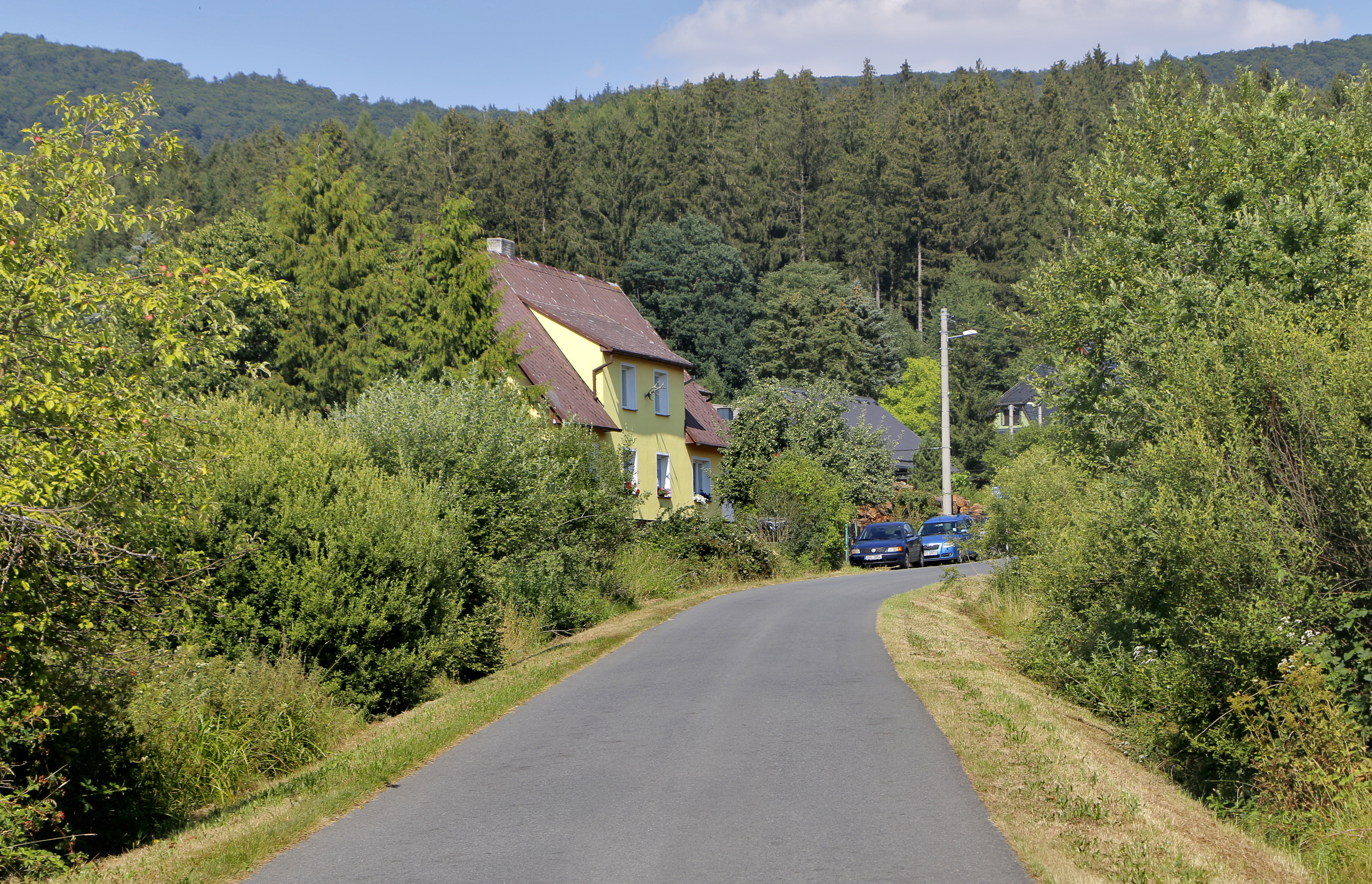
Příjezd od Nemanic
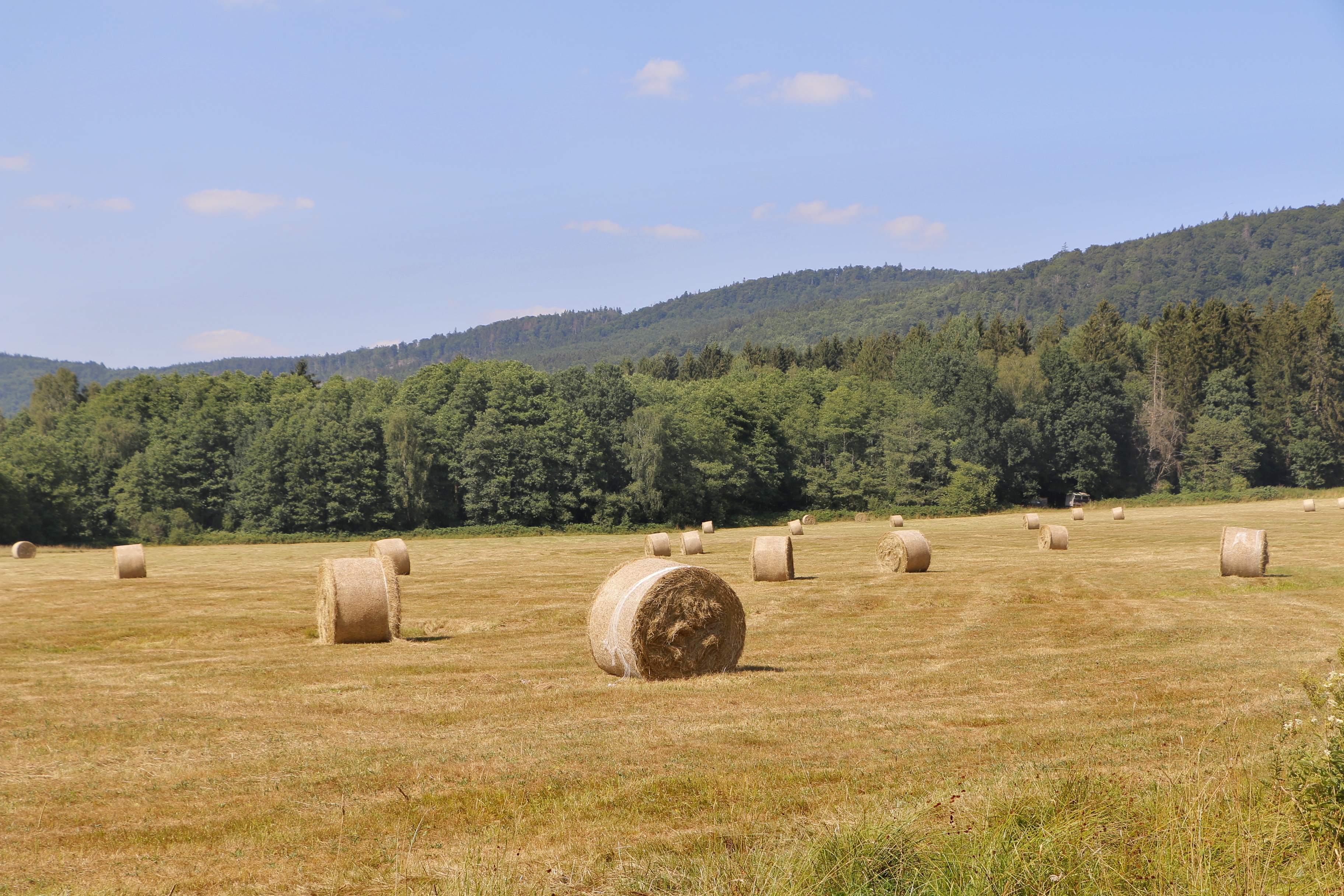
Pole u vesnice